# فيليب مانويلوفيتش
فيليب مانويلوفيتش (بالسيريلية الصربية: Филип Манојловић) هو لاعب كرة قدم صربي في مركز حراسة المرمى، ولد في 25 أبريل 1996 في بلغراد في صربيا. شارك مع منتخب صربيا تحت 19 سنة لكرة القدم ومنتخب صربيا تحت 20 سنة لكرة القدم ومنتخب صربيا تحت 21 سنة لكرة القدم. أما مع النوادي، فقد لعب مع النجم الأحمر بلغراد وديبورتيفو لاكورونيا ونادي بانيونيوس ونادي خيتافي.

## وصلات خارجية
- فيليب مانويلوفيتش على موقع الاتحاد الدولي (مؤرشف)  (الإنجليزية)
- فيليب مانويلوفيتش على موقع الاتحاد الأوربي (الإنجليزية)
- فيليب مانويلوفيتش على موقع قاعدة بيانات كرة القدم.إي يو (الإنجليزية)
- فيليب مانويلوفيتش على موقع ناشيونال فوتبول تيمز (الإنجليزية)
- فيليب مانويلوفيتش على موقع Soccerbase.com (لاعب) (الإنجليزية)
- فيليب مانويلوفيتش على موقع Soccerway.com (الإنجليزية)
- فيليب مانويلوفيتش على موقع عالم كرة القدم.نت (الإنجليزية)